# Gronoceras africanibium
Gronoceras africanibium is een vliesvleugelig insect uit de familie Megachilidae. De wetenschappelijke naam van de soort werd als Megachile africanibia in 1912 gepubliceerd door Strand.